# Copeică

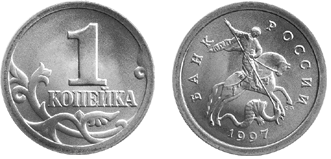
Monedă cu valoarea nominală de 1 copeică, emisă de Banca Rusiei, în anul 1997.

Copeica (în rusă копе́йка, pronunțat [kapе́ǐka], la plural: копе́йки, pronunțat: [kapе́ǐki]) este subdiviziunea rublei sau a grivnei. O copeică reprezintă 1/100 dintr-o rublă sau dintr-o grivnă. Neoficial, copeica este subîmpărțită în 2 denghi. 

## Etimologie
Cuvântul copeică este un împrumut (din rusă копе́йка), citit [kapе́ǐka]. Acesta derivă din cuvântul копьё (pronunțat [kapǐó], în română „suliță”. Primele monede cu valoarea unei sutimi de rublă, care au fost bătute de Cnezatul Moscovei, după cucerirea Novgorodului în 1478, aveau gravate pe o față stema moscovită, „Sfântul Gheorghe ucigând balaurul cu o suliță”. Copeicile rusești din zilele noastre folosesc și ele această simbolistică.

## Utilizare
Mai multe țări utilizează sau au utilizat copeica drept subunitate monetară:
- În Imperiul Rus, împreună cu rubla imperială rusă ;
- În Uniunea Sovietică, împreună cu rubla sovietică ;
- În Federația Rusă, împreună cu rubla rusă: există și sub formă de monede argintate de 1 și de 5 copeici, precum și sub forma monedelor aurite de 10 și  de 50 copeici ;
- În Ucraina, împreună cu grivna, începând din 1996.
- În Belarus, împreună cu rubla belarusă.
- În Azerbaidjan, împreună cu manatul azer, având denumirea, în azeră qəpik, pronunțat [gæpik].
- În autoproclamata Republica Moldovenească Nistreană, împreună cu rubla transnistreană.

## Varia
Slaba sa valoare în Occident a creat expresia: 
„Nu valorează nicio copeică.”

## Galerie de imagini

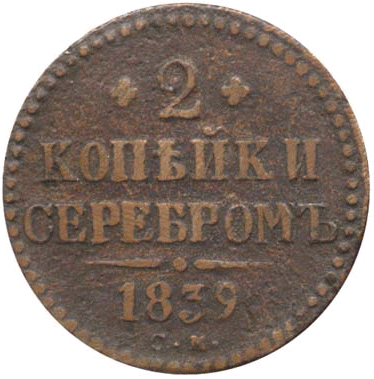
Imperiul Rus: monedă de 2 copeici, emisă în 1839
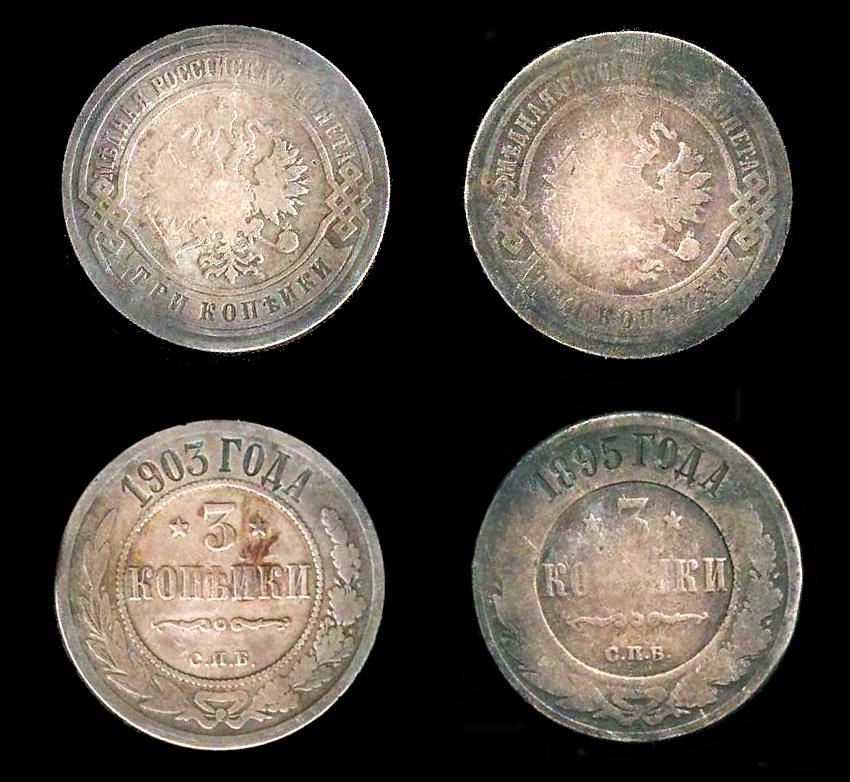
Imperiul Rus - 3 copeici - 1895, 1903
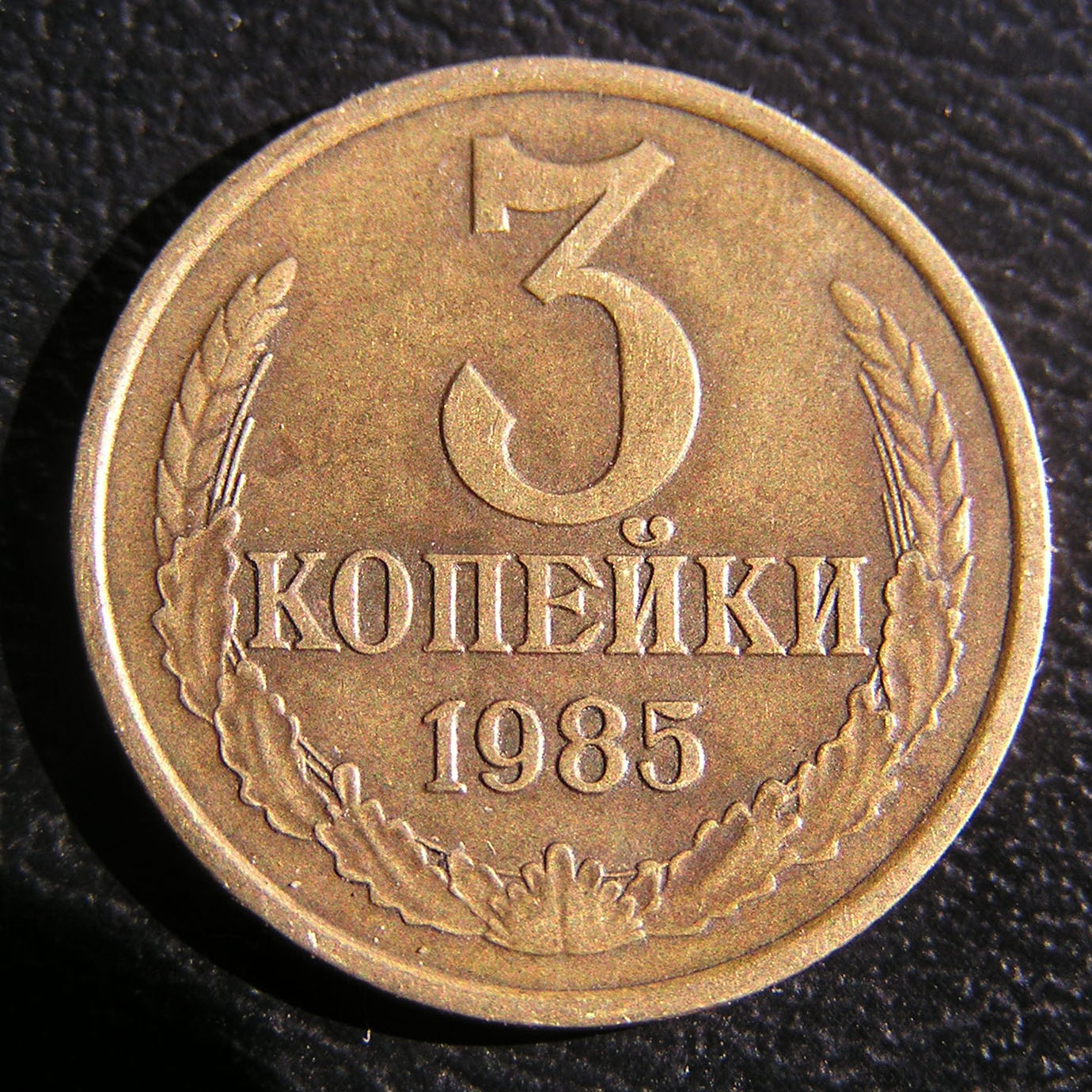
Monedă sovietică de 3 copeici, emisă în 1985
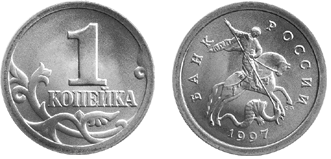
Rusia - 1 copeică - 1997
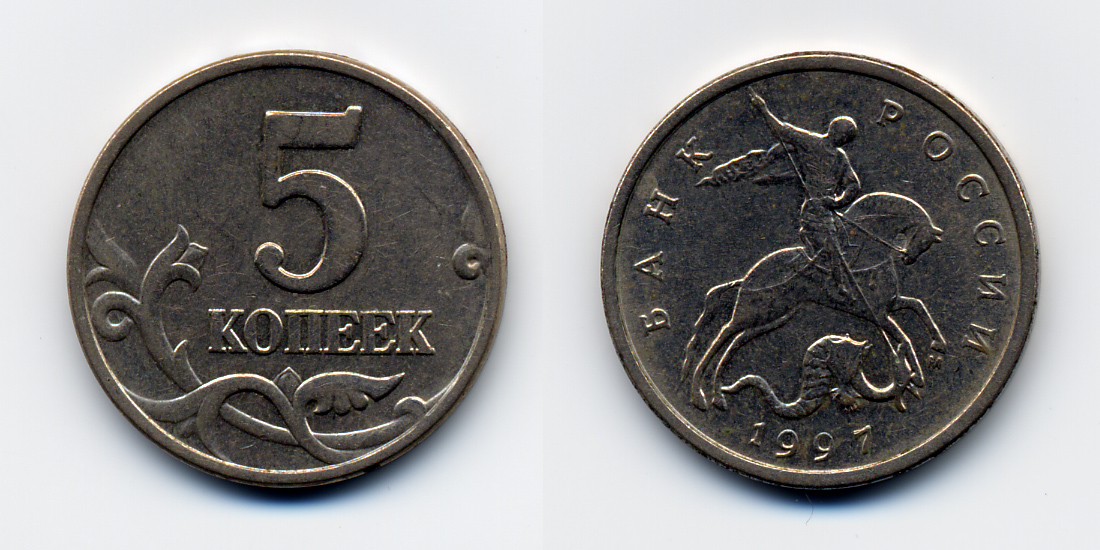
Rusia - 5 copeici - 1997
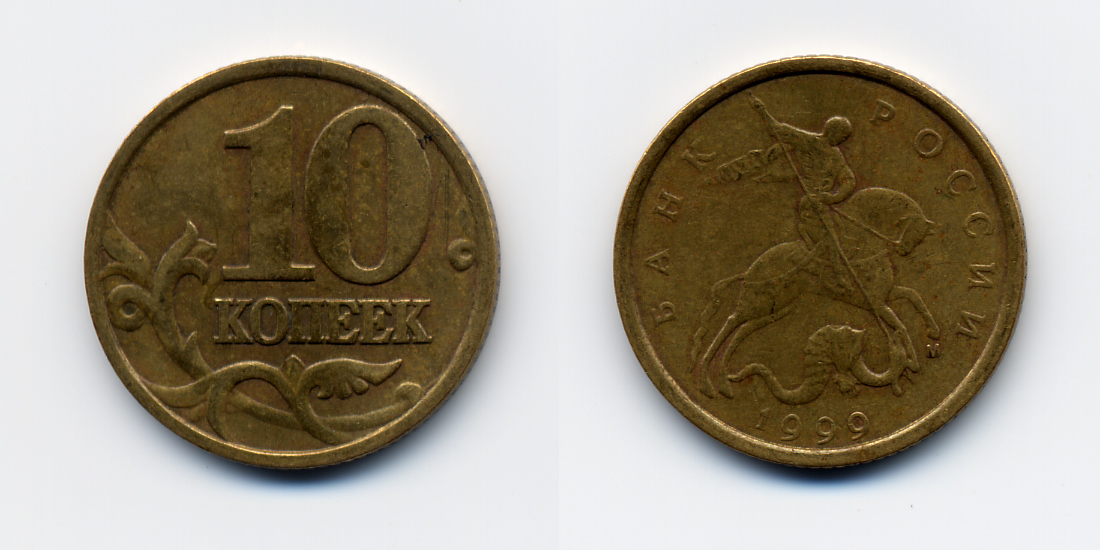
Rusia - 10 copeici - 1999
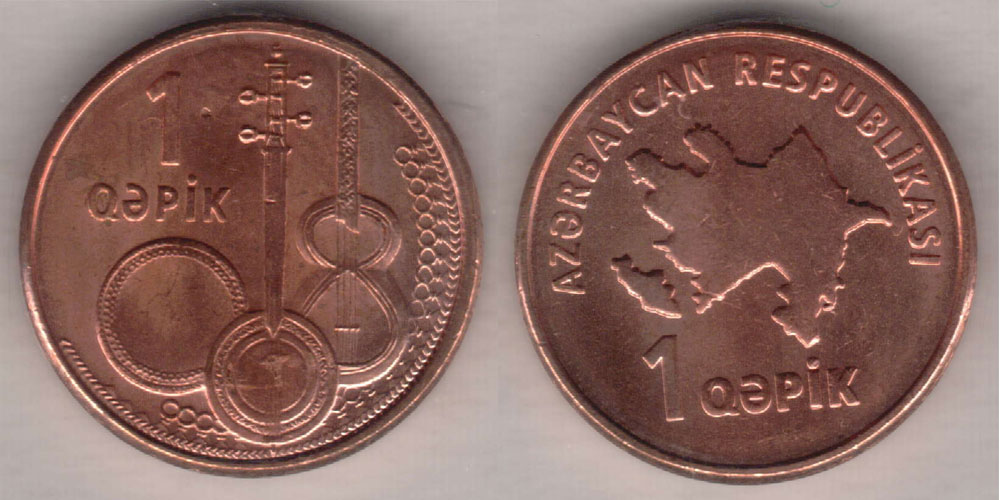
Monedă cu valoarea nominală de 1 qəpik (1 copeică), emisă de Azerbaijan, în anul 2006
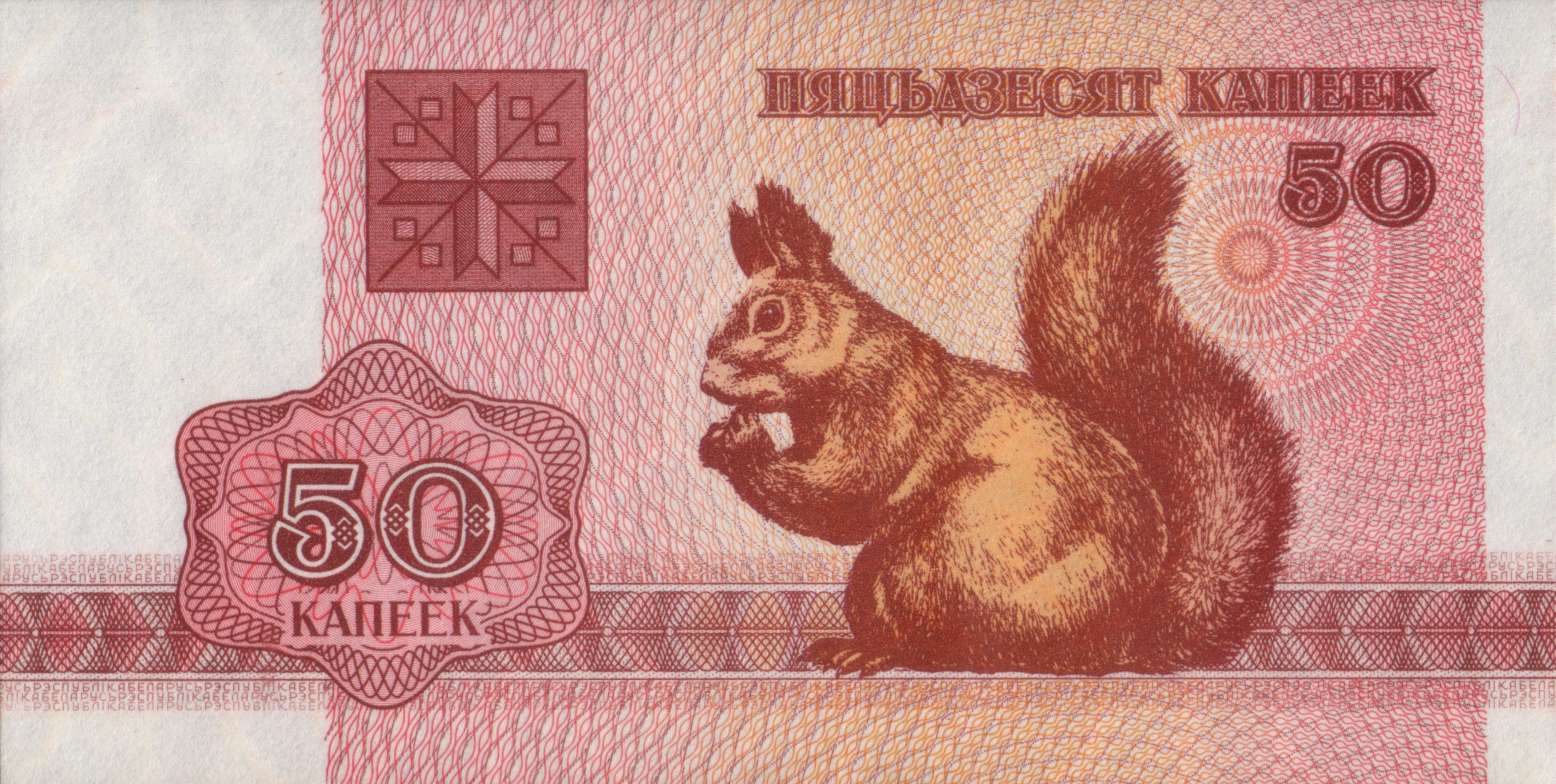
Republica Belarus: bancnotă cu valoarea nominală de 50 copeici belaruse, emisă în 1992 (avers)
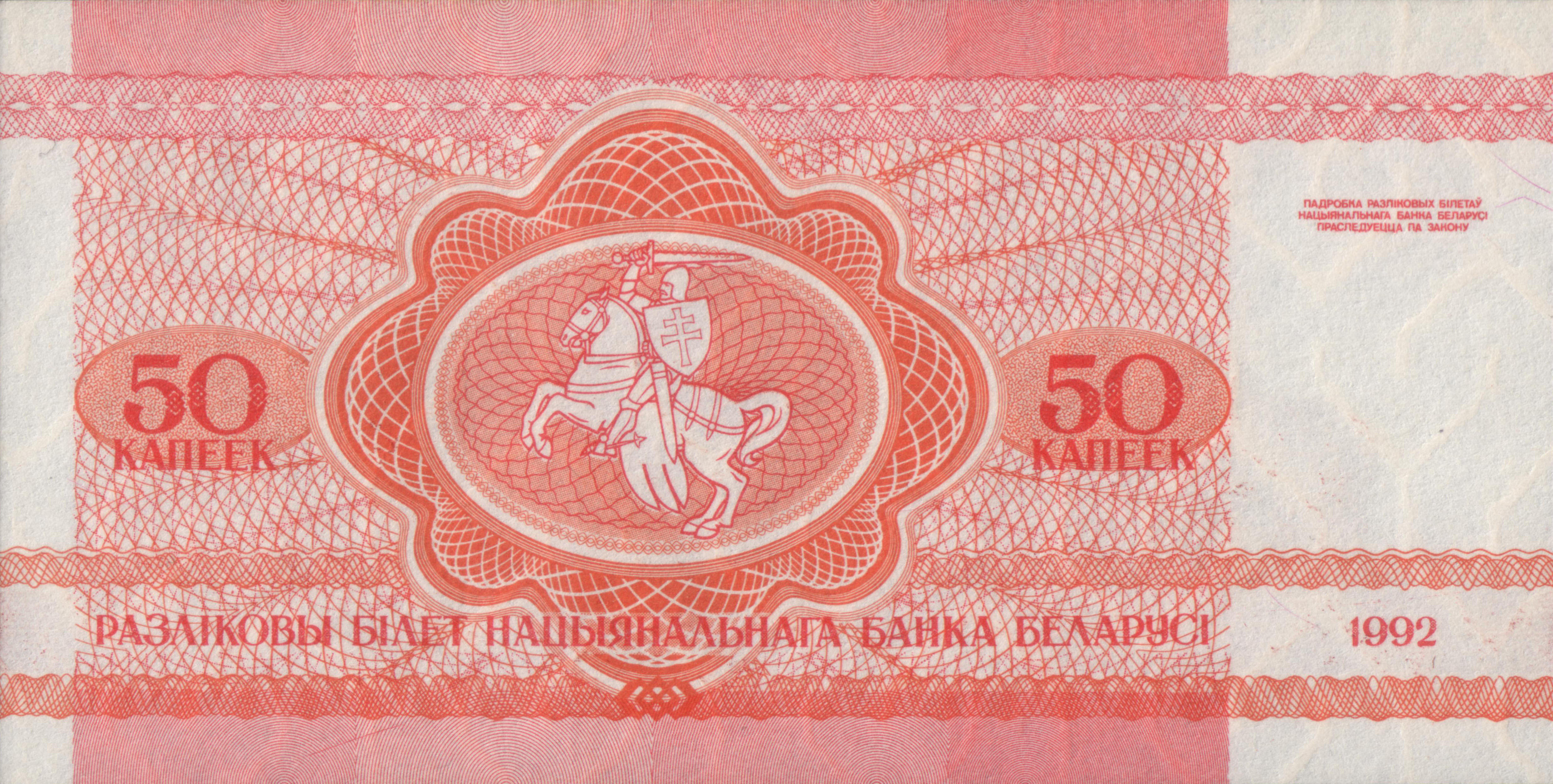
Republica Belarus: bancnotă cu valoarea nominală de 50 copeici belaruse, emisă în 1992 (revers)
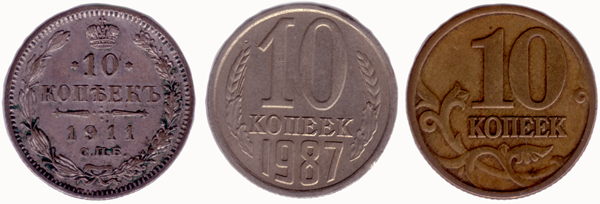
Trei monede cu valoare nominală de 10 copeici, de-a lungul timpului, emise, de la stânga la dreapta, de Imperiul Rus (1911), de Uniunea Sovietică (1987) şi de Federaţia Rusă (1998).